# Pierwszy rząd Józefa Cyrankiewicza
Pierwszy rząd Józefa Cyrankiewicza – rząd Rzeczypospolitej Polskiej, a następnie PRL, pod kierownictwem premiera Józefa Cyrankiewicza, desygnowanego przez Bolesława Bieruta, po dymisji Tymczasowego Rządu Jedności Narodowej 5 lutego 1947.
Na wniosek nowego premiera 6 lutego 1947 prezydent powołał rząd koalicyjny Bloku Demokratycznego (czyli PPS, PPR, „lubelskiego” SL i SD) oraz Stronnictwa Pracy. 8 lutego rząd został zatwierdzony przez Sejm i trwał przez cały okres kadencji Sejmu Ustawodawczego (2144 dni). 20 listopada 1952 Józef Cyrankiewicz złożył dymisję Sejmowi PRL I kadencji, dzień później rząd zakończył urzędowanie.

## Pierwsza Rada Ministrów Józefa Cyrankiewicza (1947–1952)
| Funkcja                                                    | Imię i nazwisko              | Imię i nazwisko               | Czas pełnienia funkcji | Czas pełnienia funkcji |
| Funkcja                                                    | Imię i nazwisko              | Imię i nazwisko               | Od                     | Do                     |
| ---------------------------------------------------------- | ---------------------------- | ----------------------------- | ---------------------- | ---------------------- |
| Prezes Rady Ministrów                                      |                              | Józef Cyrankiewicz (PZPR)     | 5 lutego 1947(dts)     | 20 listopada 1952(dts) |
| I wiceprezes Rady Ministrów                                | Władysław Gomułka (PZPR)     | 6 lutego 1947(dts)            | 20 stycznia 1949(dts)  |                        |
| Minister ziem odzyskanych                                  | Władysław Gomułka (PZPR)     | 6 lutego 1947(dts)            | 20 stycznia 1949(dts)  |                        |
| II Wiceprezes Rady Ministrów                               |                              | Antoni Korzycki (ZSL)         | 6 lutego 1947(dts)     | 21 listopada 1952(dts) |
| Minister                                                   | Wincenty Baranowski (ZSL)    | 6 lutego 1947(dts)            | 21 listopada 1952(dts) |                        |
| Minister rolnictwa                                         | Jan Dąb-Kocioł (ZSL)         | 6 lutego 1947(dts)            | 21 listopada 1952(dts) |                        |
| Minister finansów                                          |                              | Konstanty Dąbrowski (PZPR)    | 6 lutego 1947(dts)     | 21 listopada 1952(dts) |
| Minister kultury i sztuki                                  |                              | Stefan Dybowski (ZSL)         | 6 lutego 1947(dts)     | 21 listopada 1952(dts) |
| Minister odbudowy                                          |                              | Michał Kaczorowski (PZPR)     | 6 lutego 1947(dts)     | 1 kwietnia 1949(dts)   |
| Minister aprowizacji                                       |                              | Włodzimierz Lechowicz (SD)    | 6 lutego 1947(dts)     | 29 września 1948(dts)  |
| Minister zdrowia                                           | Tadeusz Michejda (SD)        | 6 lutego 1947(dts)            | 10 stycznia 1951(dts)  |                        |
| Minister bez teki                                          | Tadeusz Michejda (SD)        | 10 stycznia 1951(dts)         | 21 listopada 1952(dts) |                        |
| Minister przemysłu i handlu                                |                              | Hilary Minc (PZPR)            | 6 lutego 1947(dts)     | 16 lutego 1949(dts)    |
| Wiceprezes Rady Ministrów                                  | 20 kwietnia 1949(dts)        | Hilary Minc (PZPR)            | 21 listopada 1952(dts) |                        |
| Przewodniczący Państwowej Komisji Planowania Gospodarczego | 20 kwietnia 1949(dts)        | Hilary Minc (PZPR)            | 21 listopada 1952(dts) |                        |
| Minister spraw zagranicznych                               | Zygmunt Modzelewski (PZPR)   | 6 lutego 1947(dts)            | 20 marca 1951(dts)     |                        |
| Minister administracji publicznej                          |                              | Edward Osóbka-Morawski        | 6 lutego 1947(dts)     | 20 kwietnia 1949(dts)  |
| Minister leśnictwa                                         |                              | Bolesław Podedworny (ZSL)     | 6 lutego 1947(dts)     | 21 listopada 1952(dts) |
| Minister poczt i telegrafów                                |                              | Józef Putek (SL)              | 6 lutego 1947(dts)     | 16 stycznia 1948(dts)  |
| Minister komunikacji                                       |                              | Jan Rabanowski (SD)           | 6 lutego 1947(dts)     | 28 lutego 1951(dts)    |
| Minister kolei                                             | 14 marca 1951(dts)           | Jan Rabanowski (SD)           | 27 czerwca 1951(dts)   |                        |
| Minister bezpieczeństwa publicznego                        |                              | Stanisław Radkiewicz (PZPR)   | 6 lutego 1947(dts)     | 21 listopada 1952(dts) |
| Minister pracy i opieki społecznej                         | Kazimierz Rusinek (PZPR)     | 6 lutego 1947(dts)            | 21 listopada 1952(dts) |                        |
| Minister                                                   |                              | Wincenty Rzymowski (SD)       | 6 lutego 1947(dts)     | 30 kwietnia 1950(dts)  |
| Minister oświaty                                           |                              | Stanisław Skrzeszewski (PZPR) | 6 lutego 1947(dts)     | 7 lipca 1950(dts)      |
| Minister spraw zagranicznych                               | 20 marca 1951(dts)           | Stanisław Skrzeszewski (PZPR) | 21 listopada 1952(dts) |                        |
| Minister sprawiedliwości                                   | Henryk Świątkowski (PZPR)    | 6 lutego 1947(dts)            | 21 listopada 1952(dts) |                        |
| Minister obrony narodowej                                  | Michał Żymierski (PZPR)      | 6 lutego 1947(dts)            | 6 listopada 1949(dts)  |                        |
| Minister żeglugi                                           | Adam Rapacki (PZPR)          | 16 kwietnia 1947(dts)         | 15 maja 1950(dts)      |                        |
| Minister szkolnictwa wyższego                              | Adam Rapacki (PZPR)          | 15 maja 1950(dts)             | 21 listopada 1952(dts) |                        |
| Minister poczt i telegrafów                                |                              | Wacław Szymanowski (ZSL)      | 16 stycznia 1948(dts)  | 21 listopada 1952(dts) |
| Wiceprezes Rady Ministrów                                  |                              | Aleksander Zawadzki (PZPR)    | 20 stycznia 1949(dts)  | 10 czerwca 1949(dts)   |
| Wiceprezes Rady Ministrów                                  | 28 kwietnia 1950(dts)        | Aleksander Zawadzki (PZPR)    | 21 listopada 1952(dts) |                        |
| Minister administracji publicznej                          | Władysław Wolski (PZPR)      | 20 stycznia 1949(dts)         | 28 kwietnia 1950(dts)  |                        |
| Minister handlu wewnętrznego                               | Tadeusz Dietrich (PZPR)      | 23 lutego 1949(dts)           | 21 listopada 1952(dts) |                        |
| Minister handlu zagranicznego                              | Tadeusz Gede (PZPR)          | 7 marca 1949(dts)             | 21 listopada 1952(dts) |                        |
| Wiceprezes Rady Ministrów                                  | Tadeusz Gede (PZPR)          | 30 czerwca 1952(dts)          | 21 listopada 1952(dts) |                        |
| Minister przemysłu rolnego i spożywczego                   | Bolesław Rumiński (PZPR)     | 17 marca 1949(dts)            | 30 grudnia 1950(dts)   |                        |
| Minister przemysłu chemicznego                             | Bolesław Rumiński (PZPR)     | 31 grudnia 1950(dts)          | 21 listopada 1952(dts) |                        |
| Minister odbudowy                                          | Marian Spychalski (PZPR)     | 1 kwietnia 1949(dts)          | 10 maja 1949(dts)      |                        |
| Minister budownictwa                                       | Marian Spychalski (PZPR)     | 13 maja 1949(dts)             | 17 listopada 1949(dts) |                        |
| Minister przemysłu lekkiego                                | Eugeniusz Stawiński (PZPR)   | 2 kwietnia 1949(dts)          | 21 listopada 1952(dts) |                        |
| Minister górnictwa                                         | Ryszard Nieszporek (PZPR)    | 22 kwietnia 1949(dts)         | 21 listopada 1952(dts) |                        |
| Minister obrony narodowej                                  | Konstanty Rokossowski (PZPR) | 6 listopada 1949(dts)         | 21 listopada 1952(dts) |                        |
| Minister gospodarki komunalnej                             | Kazimierz Mijal (PZPR)       | 28 kwietnia 1950(dts)         | 21 listopada 1952(dts) |                        |
| Wiceprezes Rady Ministrów                                  | Hilary Chełchowski (PZPR)    | 10 czerwca 1950(dts)          | 21 listopada 1952(dts) |                        |
| Minister Państwowych Gospodarstw Rolnych                   | Hilary Chełchowski (PZPR)    | 9 czerwca 1951(dts)           | 21 listopada 1952(dts) |                        |
| Minister oświaty                                           | Witold Jarosiński (PZPR)     | 7 lipca 1950(dts)             | 21 listopada 1952(dts) |                        |
| Minister żeglugi                                           | Mieczysław Popiel (PZPR)     | 13 lipca 1950(dts)            | 21 listopada 1952(dts) |                        |
| Minister przemysłu maszynowego                             | Julian Tokarski (PZPR)       | 17 października 1950(dts)     | 21 listopada 1952(dts) |                        |
| Minister zdrowia                                           | Jerzy Sztachelski (PZPR)     | 10 stycznia 1951(dts)         | 21 listopada 1952(dts) |                        |
| Minister budownictwa miast i osiedli                       | Roman Piotrowski (PZPR)      | 11 stycznia 1951(dts)         | 21 listopada 1952(dts) |                        |
| Minister transportu drogowego i lotniczego                 | Jan Rustecki (PZPR)          | 14 marca 1951(dts)            | 21 listopada 1952(dts) |                        |
| Minister przemysłu drobnego i rzemiosła                    | Adam Żebrowski (PZPR)        | 18 czerwca 1951(dts)          | 21 listopada 1952(dts) |                        |
| Minister kolei                                             | Ryszard Strzelecki (PZPR)    | 20 września 1951(dts)         | 21 listopada 1952(dts) |                        |
| Wiceprezes Rady Ministrów                                  | Stefan Jędrychowski (PZPR)   | 12 grudnia 1951(dts)          | 21 listopada 1952(dts) |                        |
| Minister budownictwa przemysłowego                         | Czesław Bąbiński (PZPR)      | 15 stycznia 1952(dts)         | 21 listopada 1952(dts) |                        |
| Minister przemysłu rolnego i spożywczego                   | Mieczysław Hoffmann (PZPR)   | 5 lutego 1952(dts)            | 21 listopada 1952(dts) |                        |
| Minister energetyki                                        | Bolesław Jaszczuk (PZPR)     | 6 marca 1952(dts)             | 21 listopada 1952(dts) |                        |
| Minister przemysłu mięsnego i mleczarskiego                | Marian Minor (PZPR)          | 26 kwietnia 1952(dts)         | 21 listopada 1952(dts) |                        |

## W dniu zaprzysiężenia 6 lutego 1947
- Józef Cyrankiewicz (PPS) – prezes Rady Ministrów
- Władysław Gomułka (PPR) – I wiceprezes Rady Ministrów, minister ziem odzyskanych
- Antoni Korzycki (SL) – II wiceprezes Rady Ministrów
- Wincenty Baranowski (SL) – minister
- Jan Dąb-Kocioł (SL) – minister rolnictwa i reform rolnych
- Konstanty Dąbrowski (PPS) – minister skarbu
- Stefan Dybowski (SL) – minister kultury i sztuki
- Michał Kaczorowski (PPS) – minister odbudowy
- Włodzimierz Lechowicz (SD) – minister aprowizacji i handlu
- Tadeusz Michejda (SP) – minister zdrowia
- Hilary Minc (PPR) – minister przemysłu
- Zygmunt Modzelewski (PPR) – minister spraw zagranicznych
- Edward Osóbka-Morawski (PPS) – minister administracji publicznej
- Bolesław Podedworny (SL) – minister lasów
- Józef Putek (SL) – minister poczt i telegrafów
- Jan Rabanowski (SD) – minister komunikacji
- Stanisław Radkiewicz (PPR) – minister bezpieczeństwa publicznego
- Kazimierz Rusinek (PPS) – minister pracy i opieki społecznej
- Wincenty Rzymowski (SD) – minister
- Stanisław Skrzeszewski (PPR) – minister oświaty
- Henryk Świątkowski (PPS) – minister sprawiedliwości
- Michał Żymierski (PPR) – minister obrony narodowej
- Feliks Widy-Wirski (SP) – kierownik ministerstwa informacji i propagandy
- Ludwik Grosfeld (PPS) – kierownik ministerstwa żeglugi i handlu zagranicznego

## Zmiany w składzie Rady Ministrów
- 27 marca 1947:
  - przekształcenie Ministerstwa Aprowizacji i Handlu w Ministerstwo Aprowizacji; Ministerstwa Przemysłu w Ministerstwo Przemysłu i Handlu; Ministerstwa Żeglugi i Handlu Zagranicznego w Ministerstwo Żeglugi.
- 11 kwietnia 1947:
  - zlikwidowanie Ministerstwa Informacji i Propagandy.
- 16 kwietnia 1947:
  - za kierownika Ministerstwa Żeglugi Ludwika Grosfelda mianowano ministra Adama Rapackiego (PPS).
- 16 stycznia 1948:
  - za ministra Józefa Putka mianowano prof. Wacława Szymanowskiego (SL).
- 29 września 1948:
  - zniesienie Ministerstwa Aprowizacji.
- 11 stycznia 1949:
  - zniesienie Ministerstwa Ziem Odzyskanych.
- 20 stycznia 1949:
  - odwołano Władysława Gomułkę oraz Edwarda Osóbkę-Morawskiego;
  - nominacje: Aleksander Zawadzki (PZPR) – wiceprezes Rady Ministrów;
Władysław Wolski (PZPR) – minister administracji publicznej.
- 10 lutego 1949:
  - zniesienie ministerstwa przemysłu i handlu;
  - utworzenie: Komitetu Ekonomicznego Rady Ministrów, Państwowej Komisji Planowania Gospodarczego oraz ministerstw: górnictwa i energetyki; przemysłu ciężkiego; przemysłu lekkiego; przemysłu rolnego i spożywczego; handlu wewnętrznego; handlu zagranicznego.
- 23 lutego 1949:
  - nominacja: Tadeusz Dietrich (PZPR) – minister handlu wewnętrznego.
- 7 marca 1949:
  - nominacja: Tadeusz Gede (PZPR) – minister handlu zagranicznego.
- 17 marca 1949:
  - nominacja: Bolesław Rumiński (PZPR) – minister przemysłu rolnego i spożywczego.
- 1 kwietnia 1949:
  - za prof. Michała Kaczorowskiego nominacja gen. dyw. Marian Spychalski (PZPR) na stanowisko ministra odbudowy.
- 2 kwietnia 1949:
  - nominacja: Eugeniusz Stawiński (PZPR) – minister przemysłu lekkiego.
- 20 kwietnia 1949:
  - Hilary Minc (PZPR) został odwołany ze stanowiska ministra przemysłu i handlu, a mianowany na wiceprezesa Rady Ministrów oraz przewodniczącego KERM i PKPG; Eugeniusz Szyr zastępcą przewodniczącego PKPG (w randze ministra).
- 22 kwietnia 1949:
  - nominacje: Ryszard Nieszporek (PZPR) – minister górnictwa i energetyki; Kiejstut Żemaitis (PZPR) – kierownik Ministerstwa Przemysłu Ciężkiego.
- 27 kwietnia 1949:
  - zniesienie ministerstwa odbudowy i powołanie Ministerstwa Budownictwa.
- 10 maja 1949:
  - Marian Spychalski zostaje ministrem budownictwa.
- 10 czerwca 1949:
  - odwołanie Aleksandra Zawadzkiego ze stanowiska wiceprezesa Rady Ministrów.
- 6 listopada 1949:
  - w miejsce odwołanego Michała Żymierskiego mianowano marszałka Polski Konstantego Rokossowskiego (PZPR).
- 17 listopada 1949:
  - w miejsce odwołanego Mariana Spychalskiego mianowano kierownika Ministerstwa Budownictwa Romana Piotrowskiego (PZPR).
- 7 marca 1950:
  - zmiany nazw ministerstw: skarbu na finansów; górnictwa i energetyki na górnictwa.
- 19 kwietnia 1950:
  - Ministerstwo Administracji Publicznej zmieniono na Ministerstwo Gospodarki Komunalnej.
- 26 kwietnia 1950:
  - utworzenie ministerstwa szkół wyższych i nauki.
- 27 kwietnia 1950:
  - nominacja: Kazimierz Mijal (PZPR) – minister gospodarki komunalnej.
- 28 kwietnia 1950:
  - nominacja: Aleksander Zawadzki (PZPR) – wiceprezes Rady Ministrów.
- 30 kwietnia 1950:
  - zmarł Wincenty Rzymowski – minister bez teki.
- 11 maja 1950:
  - Władysław Wolski odwołany ze stanowiska ministra administracji publicznej.
- 15 maja 1950:
  - Adam Rapacki odwołany ze stanowiska ministra żeglugi i mianowany ministrem szkół wyższych i nauki.
- 31 maja 1950:
  - utworzenie Prezydium Rządu, w skład którego wchodzili: prezes RM, wiceprezesi RM oraz podsekretarz stanu w Prezydium Rady Ministrów. Podsekretarzem stanu był od 16 maja Jakub Berman (PZPR).
- 10 czerwca 1950:
  - nominacja: Hilary Chełchowski (PZPR) – wiceprezes Rady Ministrów.
- 7 lipca 1950:
  - za Stanisława Skrzeszewskiego mianowano Witolda Jarosińskiego (PZPR) – minister oświaty.
- 21 września 1950:
  - zniesienie KERM-u.
- 17 października 1950:
  - Kiejstut Żemaitis odwołany ze stanowiska kierownika Ministerstwa Przemysłu Ciężkiego.
- 30 grudnia 1950:
  - zniesienie Ministerstwa Budownictwa i utworzenie ministerstw: budownictwa miast i osiedli; budownictwa przemysłowego; przemysłu chemicznego.
  - odwołanie Bolesława Rumińskiego ze stanowiska ministra przemysłu rolnego i spożywczego i mianowanie go ministrem przemysłu chemicznego.
- 3 stycznia 1951:
  - nominacja: Mieczysław Hoffmann (PZPR) – kierownik Ministerstwa Przemysłu Rolnego i Spożywczego.
- 10 stycznia 1951:
  - Tadeusz Michejda odwołany ze stanowiska ministra zdrowia i mianowany ministrem bez teki.
  - Jerzy Sztachelski (PZPR) – minister zdrowia.
- 11 stycznia 1951:
  - nominacje: Roman Piotrowski – minister budownictwa miast i osiedli; Czesław Bąbiński (PZPR) – kierownik Ministerstwa Budownictwa Przemysłowego.
- 26 lutego 1951:
  - zniesienie Ministerstwa Komunikacji i utworzenie Ministerstwa Kolei oraz Ministerstwa Transportu Drogowego i Lotniczego.
- 28 lutego 1951:
  - nominacje: Jan Rabanowski – minister kolei; Jan Rustecki (PZPR) – minister transportu drogowego i lotniczego.
- 20 marca 1951:
  - odwołanie Zygmunta Modzelewskiego i nominacja Stanisława Skrzeszewskiego – minister spraw zagranicznych
- 25 maja 1951:
  - utworzenie Ministerstwa Przemysłu Drobnego i Rzemiosła.
- 26 maja 1951:
  - przekształcenie Ministerstwa Rolnictwa i Reform Rolnych w Ministerstwo Rolnictwa (minister bez zmiany).
  - utworzenie Ministerstwa Państwowych Gospodarstw Rolnych.
- 29 maja 1951:
  - nominacje: Adam Żebrowski – minister przemysłu drobnego i rzemiosła; Hilary Chełchowski – minister PGR.
- 27 czerwca 1951:
  - odwołanie Jana Rabanowskiego z funkcji ministra kolei.
- 20 września 1951:
  - nominacja: Ryszard Strzelecki – minister kolei.
- 12 grudnia 1951:
  - Stefan Jędrychowski odwołany z funkcji zastępcy przewodniczącego PKPG i mianowany wiceprezesem Rady Ministrów.
- 15 grudnia 1951:
  - przekształcenie Ministerstwa Szkół Wyższych i Nauki w Ministerstwo Szkolnictwa Wyższego.
- 15 stycznia 1952:
  - nominacja: Czesław Bąbiński – minister budownictwa przemysłowego.
- 5 lutego 1952:
  - nominacja: Mieczysław Hoffmann – minister przemysłu rolnego i spożywczego.
- 15 lutego 1952:
  - utworzenie ministerstw: hutnictwa oraz energetyki, a Ministerstwo Przemysłu Ciężkiego zmieniono w Ministerstwo Przemysłu Maszynowego.
- 23 lutego 1952:
  - nominacje: Bolesław Jaszczuk – minister energetyki; Julian Tokarski – minister przemysłu maszynowego; Kiejstut Żemaitis – kierownik ministerstwa hutnictwa.
- 22 kwietnia 1952:
  - utworzenie Ministerstwa Przemysłu Mięsnego i Mleczarskiego – minister Marian Minor.
- 30 czerwca 1952:
  - nominacja: Tadeusz Gede – wiceprezes Rady Ministrów.